# لوك بريسون
لوك بريسون هو مترجم وفيلسوف كندي، ولد في 10 مارس 1946 في سان إسبري ‏ في كندا.